# نيكولاس سوسا
نيكولاس سوسا (بالإسبانية: Nicolás Sosa)‏ هو لاعب كرة قدم أوروغواياني في مركز الهجوم، ولد في 6 أبريل 1996 في ميلو، أوروغواي ‏ في الأوروغواي. لعب مع نادي راسينغ مونتيفيديو.

## وصلات خارجية
- نيكولاس سوسا على موقع قاعدة بيانات كرة القدم.إي يو (الإنجليزية)
- نيكولاس سوسا على موقع Soccerway.com (الإنجليزية)